# Albert Langebartels
Albert Langebartels (Braunschweig, 1982) è un ex giocatore di football americano e allenatore di football americano tedesco, che ha giocato come linebacker.

## Palmarès
- 1 Europeo (2010)
- 2 German Bowl (Braunschweig Lions, 2005; Schwäbisch Hall Unicorns, 2012)